# Atacama Pathfinder Experiment
Das Atacama Pathfinder Experiment (APEX) ist ein Radioteleskop mit 12 Meter Reflektordurchmesser in der chilenischen Atacamawüste.
APEX wurde gemeinsam vom Max-Planck-Institut für Radioastronomie (MPIfR), der Europäischen Südsternwarte (ESO) und dem schwedischen Onsala Space Observatory (OSO) am Standort des Radiointerferometers Atacama Large Millimeter Array (ALMA)  errichtet. Dieser liegt in etwa 5100 Meter Höhe auf dem Chajnantor-Hochplateau in Nordchile, das durch seine dünne und trockene Luft besonders für astronomische Beobachtungen im Submillimeter- und Millimeterbereich geeignet ist. APEX arbeitet bei 0,2 – 2,0 mm Wellenlänge. Das Teleskop ist ein leicht veränderter Prototyp einer ALMA-Antenne, insbesondere bieten die beiden Nasmyth-Kabinen zusätzlichen Platz für Empfänger.
Im Sommer 2005 wurden die ersten wissenschaftlichen Beobachtungen mit APEX durchgeführt. Die wissenschaftlichen Schwerpunkte des Teleskops liegen auf der Erforschung von Sternentstehung und des Universums bei großer Rotverschiebung.
Es ist Teil des Event Horizon Telescope Projekts und war eines der Teleskope des weltweiten Netzwerks aus acht Radioteleskopen, mit dem 2017 (veröffentlicht im April 2019) die ersten direkten Bilder eines schwarzen Lochs (des supermassiven schwarzen Lochs in M 87) gelangen.